# Teofilacto (filho de Miguel I)
Teofilacto (em grego: Θεοφύλακτος; romaniz.: Theophylaktos; c. 793 - 15 de janeiro de 849) foi o filho mais velho do imperador bizantino Miguel I Rangabe (r. 811–813) e neto, pelo lado materno, de Nicéforo I, o Logóteta (r. 802–811). Foi coimperador júnior ao lado de seu pai durante o reinado do último, e foi tonsurado, castrado e exilado na ilha Plate

## Biografia
Teofilacto era filho de Miguel I Rangabe e Procópia e nasceu ca. 793. Foi o segundo filho do casal após sua irmã Gorgo, e foi batizado em honra a seu avô paterno, o drungário do Dodecaneso Teofilacto Rangabe, que tinha participado em uma conspiração falha para tomar o trono da imperatriz-regente Irene de Atenas em 780. Seu avô maternal, Nicéforo, foi um firme defensor de Irene e logo seria elevado por ela a logóteta geral (ministro financeiro), finalmente depondo-a em outubro de 802.
Após a derrota de Nicéforo na batalha de Pliska em 26 de julho de 811 e a incapacidade de seu único filho e herdeiro Estaurácio na mesma batalha, em 2 de outubro a corte aclamou Miguel Rangabe, o genro de Nicéforo, como imperador e forçou Estaurácio a abdicar. Miguel imediatamente começou a consolidar seu governo, distribuindo presentes caros, coroando sua esposa como augusta em 12 de outubro e, finalmente, elevando Teofilacto - então com 18 anos - para a posição de coimperador no dia de Natal, 25 de dezembro de 811. Por volta do mesmo período, Miguel enviou uma embaixada sob o bispo Miguel de Sínada para a corte franca, que dentre outros assuntos levantou a possibilidade de um casamento imperial entre Teofilacto e uma das filhas de Carlos Magno. Apesar da calorosa recepção em Aquisgrão, contudo, Carlos magno hesitou em concordar com tal casamento.
Nada se sabe de Teofilacto até 11 de julho de 813, quando Miguel, confrontado por uma revolta militar sob Leão, o Armênio, abdicou. A família real deposta foi exilada nas ilhas do Príncipe, onde foram ordenados como monges e freiras. Teofilacto, como seus dois irmãos, foi castrado para fazê-lo incapaz de clamar o trono no futuro, adotou o nome monástico Eustrácio. Morreu cinco anos depois de seu pai, em 15 de janeiro de 849, e foi enterrado ao lado dele em uma igreja na ilha Plate.